# María Badía

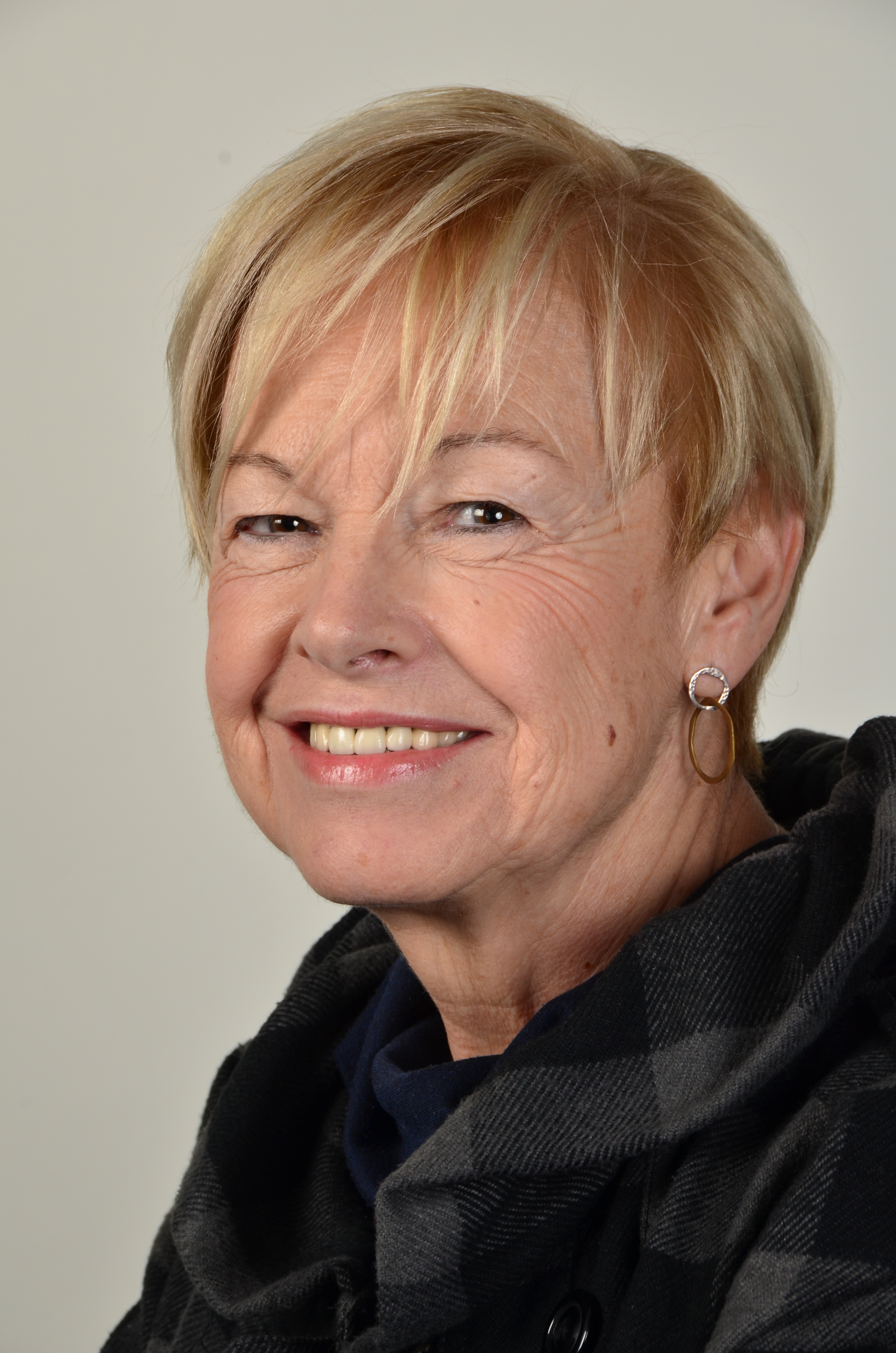
Badia, 2014

María Badía (n. 13 mai 1947) este un om politic spaniol, membru al Parlamentului European în perioada 2004-2009 din partea Spaniei.
1. ↑   http://dogc.gencat.cat/ca/pdogc_canals_interns/pdogc_resultats_fitxa/?action=fitxa&documentId=800420 Lipsește sau este vid: |title= (ajutor)